# Schönfeld (Sajonia)
Schönfeld es un municipio situado en el distrito de Meißen, en el estado federado de Sajonia (Alemania), a una altitud de 320 metros. Su población a finales de 2016 era de unos 1900 habs. y su densidad poblacional, 48 hab/km².